# Émile Tricon
Émile Henri Tricon (* 14. April 1908 in Paris; † 11. Januar 2000 in Bois-Colombes) war ein französischer Politiker.

## Biografie
Émile Tricon begann seine berufliche Laufbahn als Finanzberater. Bereits im Alter von 19 Jahren wurde er im Jahre 1927 in den Gemeinderat von Bois-Colombes gewählt. Diesem gehörte er bis 1953 an, seit 1945 als stellvertretender Bürgermeister. Tricon war Gaullist. Er war ein enger Freund des 19 Jahre jüngeren späteren Innenministers Charles Pasqua, dem er in den 1960er Jahren beim Einstieg in die Politik half. Pasqua wurde noch lange als „Chauffeur von Tricon“ bezeichnet.
1953 wurde Tricon erstmals zum Bürgermeister von Bois-Colombes gewählt. In dieses Amt wurde er fünf Mal wiedergewählt. Er übte es 33 Jahre lang bis 1986 aus. 1966 begründete er auf Initiative seines deutschen Kollegen Dietrich Lang die Städtepartnerschaft mit Neu-Ulm, die über die Jahrzehnte mit zahlreichen Begegnungen auf allen Ebenen des Gemeindelebens – von gegenseitigen Besuchen der Stadträte, gemeinsamen Unternehmungen der Vereine bis hin zu Eheschließungen – mit Leben erfüllt wurde. In seiner Amtszeit erfuhr die Stadt große Veränderungen, zahlreiche Schulen und andere öffentliche Einrichtungen wurden gebaut.
Neben dem Bürgermeisteramt war Tricon von 1963 bis 1973 Abgeordneter der französischen Nationalversammlung. 1977 bis 1989 war er Mitglied des Generalrats des Départements Hauts-de-Seine.
1986 trat Tricon als Bürgermeister von Bois-Colombes zurück und nahm den Sitz seines Freundes Pasqua im Französischen Senat ein, nachdem dieser Innenminister geworden war. Nach knapp zwei Jahren trat er als Senator zurück, damit Pasqua seinen Sitz wieder einnehmen konnte. Damit beendete Tricon im Alter von 80 Jahren seine politische Laufbahn.

## Ehrungen
Tricon wurde 1981 zum Ehrenbürger von Neu-Ulm ernannt. Nach seinem Tod wurde ein Platz im Zentrum seiner Heimatstadt Bois-Colombes nach ihm benannt.